# Чаплинка (Полтавская область)
Чаплинка (укр. Чаплинка) — село,
Хейловщинский сельский совет,
Чернухинский район,
Полтавская область,
Украина.
Код КОАТУУ — 5325185507. Население по переписи 2001 года составляло 44 человека.

## Географическое положение
Село Чаплинка находится на расстоянии в 1 км от сёл Хейловщина и Яцюково.
По селу протекает пересыхающий ручей с запрудой.